# RV IMOR
Statek badawczy r/v IMOR, MMSI 261379000 – katamaran należący do Instytutu Morskiego w Gdańsku, jednostka przystosowana do badań strefy przybrzeżnej i płytkich wód zalewowych.
W lipcu 2008 r. r/v IMOR w ramach ekspedycji "Orzeł Balex Metal" prowadził poszukiwania ORP Orzeł w rejonie dawnych niemieckich pól minowych 16B i 16A.
W kwietniu 2018 r. r/v IMOR wraz z m/y Litoral brał udział w badaniach zatopionego w Zatoce Gdańskiej niemieckiego tankowca t/s Franken, których celem było oszacowanie stopnia zagrożenia ekologicznego stwarzanego przez tankowiec oraz możliwości i kosztów jego usunięcia. 